# ベイキャニオンズ
ベイキャニオンズは、1997年に活動した、グラビアアイドル8人による女性アイドルグループ。フジテレビ系で土曜日深夜放送だったバラエティ番組「dai ba:ba」から結成された。当時の所属事務所は、ライジングスター→ミューズエンタテイメント（後のぱれっと）。
主な活動は、音楽活動と写真集発売。
グループの名前は「お台場の胸の谷間」の意味である。

## メンバー
- 磯辺りえ（いそべ - ） - 本名・旧名:磯辺莉英。1973年10月9日生、東京都出身、血液型B型。乙女塾三期生（俳優コース）。
- 一木シイナ（いちき - ） - 1977年5月16日生、大阪府出身、血液型AB型。
- 山内えりか（やまうち - ） - 1974年12月27日生、愛知県出身、血液型O型。
- 原田ゆうか（はらだ - ） - 旧名：本好久美子、愛知県出身、血液型A型。
- 高田里名（たかだ りな） - 1978年7月19日生、群馬県出身、血液型B型。
- 田中沙斗子（たなか さとこ） - 旧名：山田沙斗子。1978年2月13日生、北海道札幌市出身、血液型：B型。
- 国分佐智子（こくぶ さちこ） - 1976年12月5日生、東京都出身、血液型AB型。
- 北川恵麻（きたがわ えま） - 1977年4月29日、東京都出身、血液型B型。

### 各メンバーのその後
- Hipp's（『THE夜もヒッパレ』番組内ユニット）
磯辺・山内・北川が所属。
- Liberty Girls（『ミュージック・ジャンプ』（ガールズサイド）（BS2）内のユニット）
磯辺・山内・北川・国分が所属。先述のHipp'sと活動時期は重なる。
- VENUS
田中・原田に加え、北沢まりあ、麻生奈未の4人で結成。グラビア活動が主体。
さらに、原田はVENUS脱退後「妃今日子」という芸名での活動歴有り。

## 写真集
- ベイキャニオンズ写真集（1997年11月1日）

## CD
- Runnaway Emotion（1997年10月8日）

## 出演
- 日産自動車

### 雑誌
- SPA!
- 週刊ヤングジャンプ
- non-no
- 週刊現代
- 週刊毎日
- 月刊宝島